# Callionima grisescens
Callionima grisescens, popularmente conhecida como mariposa-esfinge, é uma espécie de artrópode lepidóptero, mais especificamente de mariposa, pertencente à família dos esfingídeos (Sphingidae).

## Taxonomia e sistemática
Callionima grisescens foi originalmente descrita por Charles Rothschild em 1894 sob o nome Callioma grisescens. A espécie seria transferida ao gênero Hemeroplanes por Rothschild & Jordan, 1903 e então ao gênero Callionima por d'Abrera (1987). Reconhecia-se a existência de uma subespécie (H. g. elegans, depois C. g. elegans) com ocorrência no nordeste do Brasil, mas hoje o táxon é tratado como sinônimo. Algumas fontes reconhecem outra subespécie, C. g. grisescens, mas sua existência não é unânime. Pode ser distinguída das demais espécies do gênero por sua menor envergadura alar, pela coloração mais homogênea na face dorsal das asas anteriores e pela presença de uma pequena linha prateada na região discal, que em alguns indivíduos pode estar ausente.

## Descrição
Callionima grisescens apresenta dimorfismo sexual, com a coloração de fundo das asas anteriores variando entre cinza-azulado-claro e marrom-alaranjado, esta última tonalidade lembrando pequenos exemplares de Callionima calliomenae. O ápice da asa anterior é pontiagudo, com a margem externa geralmente não dentada ou exibindo apenas dentículos vestigiais, além de ser ligeiramente côncava logo abaixo do ápice. Na face superior da asa anterior, destaca-se uma faixa medial preta, muitas vezes pouco visível, que se estende desde a base até as estreitas manchas prateadas dispostas transversalmente. A face superior da asa posterior assemelha-se bastante à de Callionima parce, apresentando uma espessa mancha anal preta e branca, com a área circundante em tonalidade cinza. A genitália masculina é caracterizada por um unco com aproximadamente metade do comprimento e da largura quando visto dorsalmente, com os lados curvados para baixo e o ápice amplamente sinuoso, apresentando lobos muito curtos e apenas um vestígio de lobo medial. O gnato, oculto pelo unco, divide-se em dois processos longos e delgados que se estendem ao longo da superfície interna do unco. A harpa é curta e ligeiramente curvada para cima em sua extremidade. A margem ventral da valva é densamente coberta por espinhos, e o falo não apresenta armaduras externas.

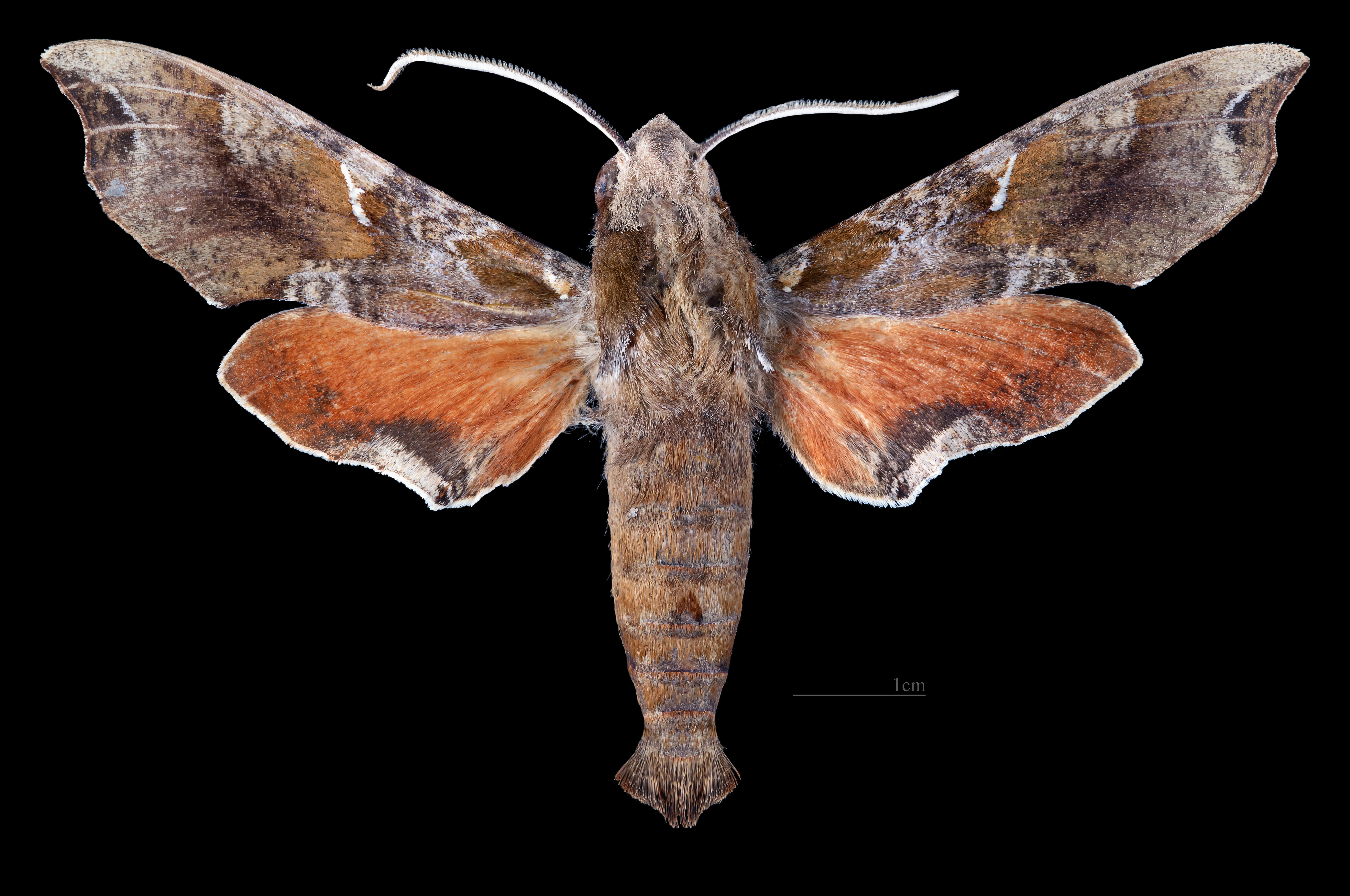
Macho, lado dorsal
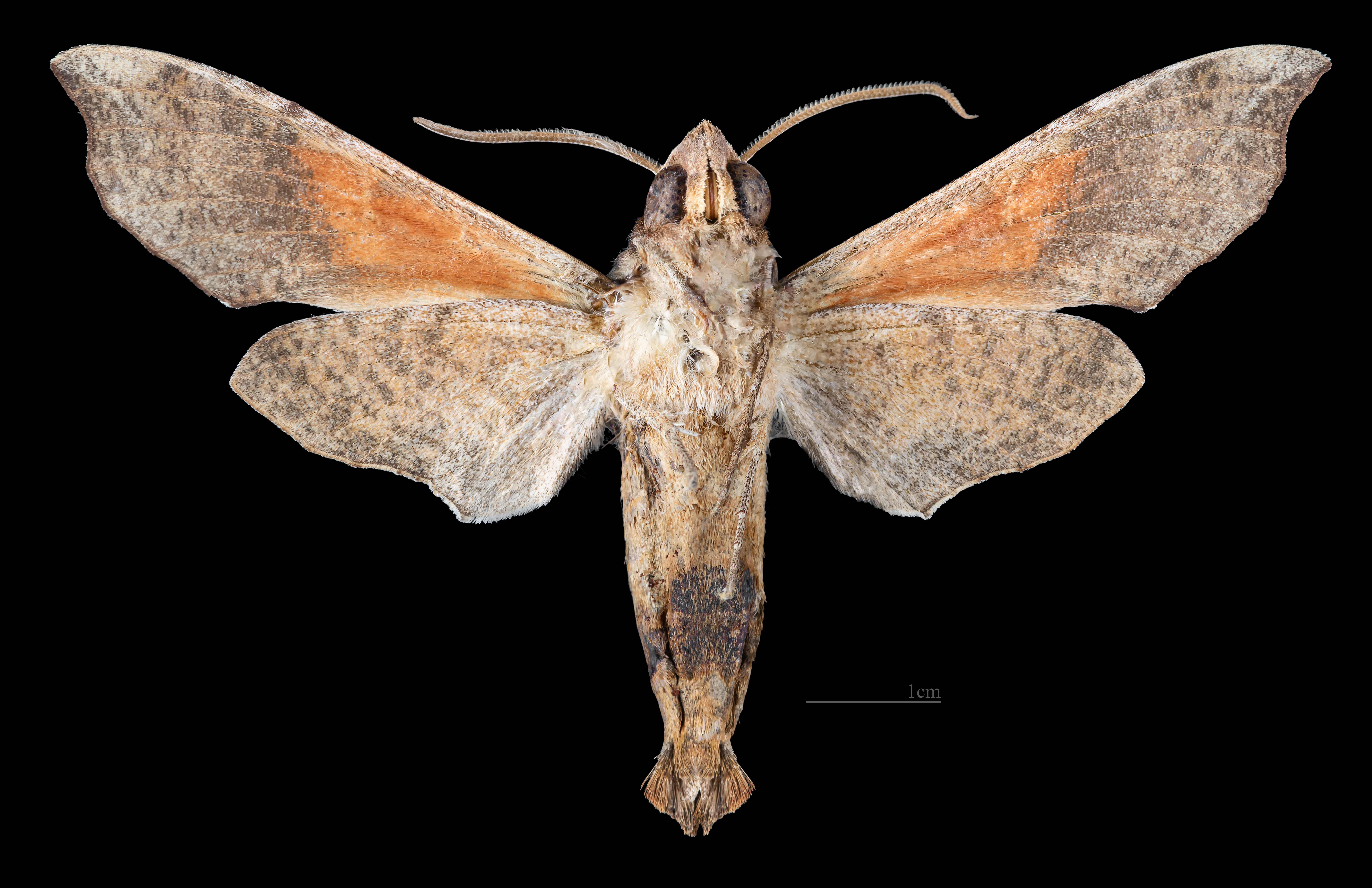
Macho, lado ventral
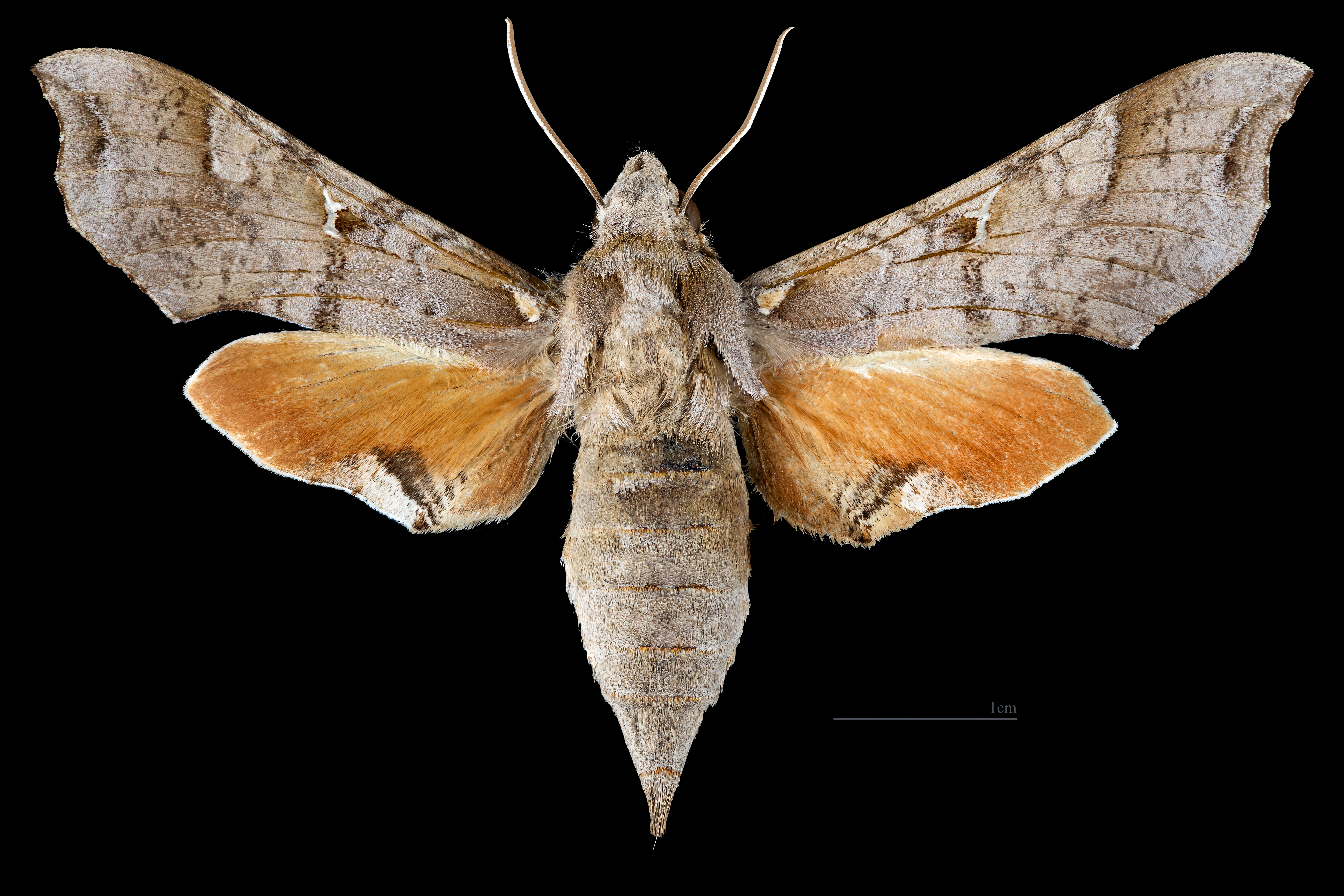
Fêmea, lado dorsal
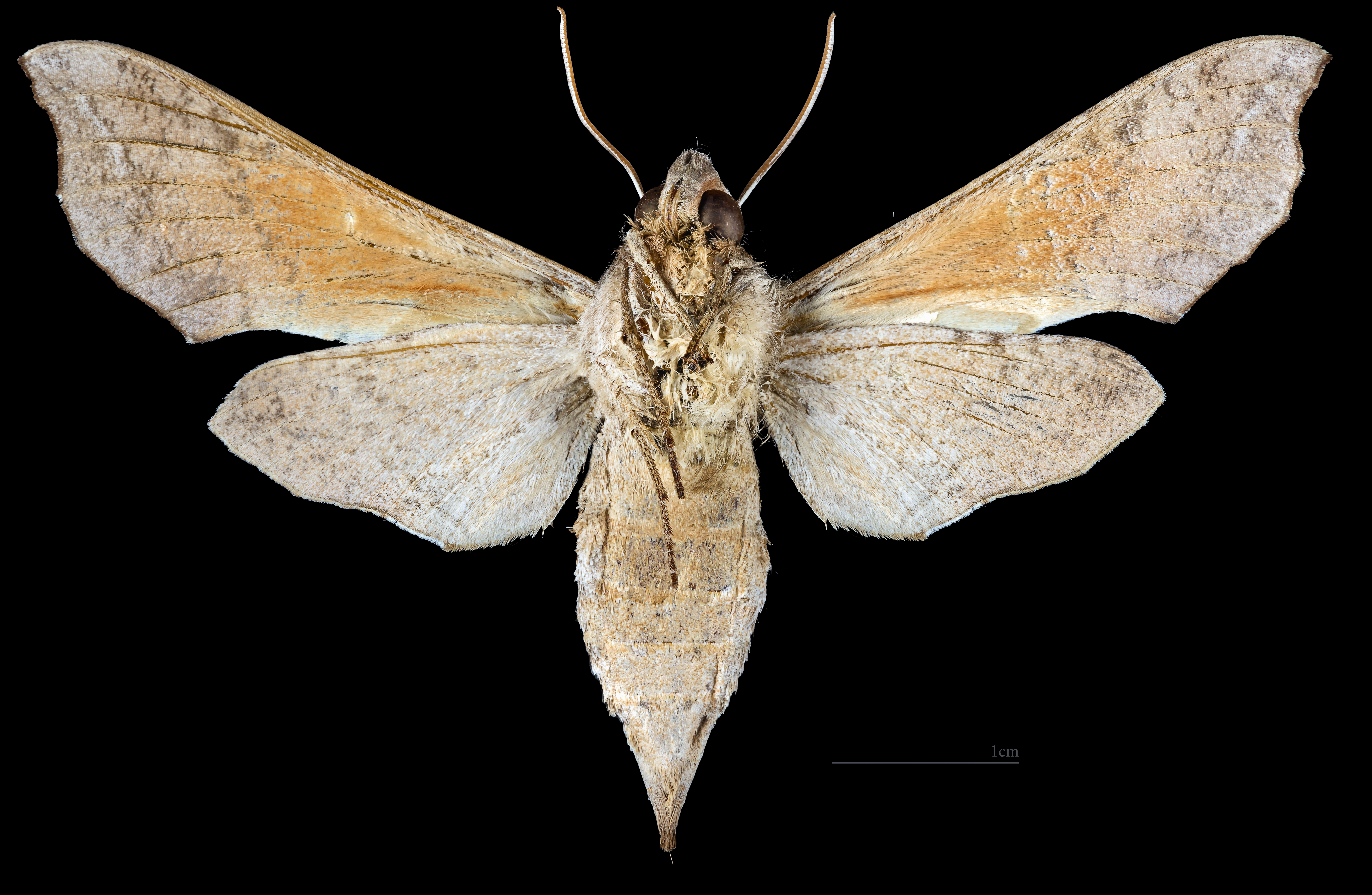
Fêmea, lado ventral

## Distribuição e habitat

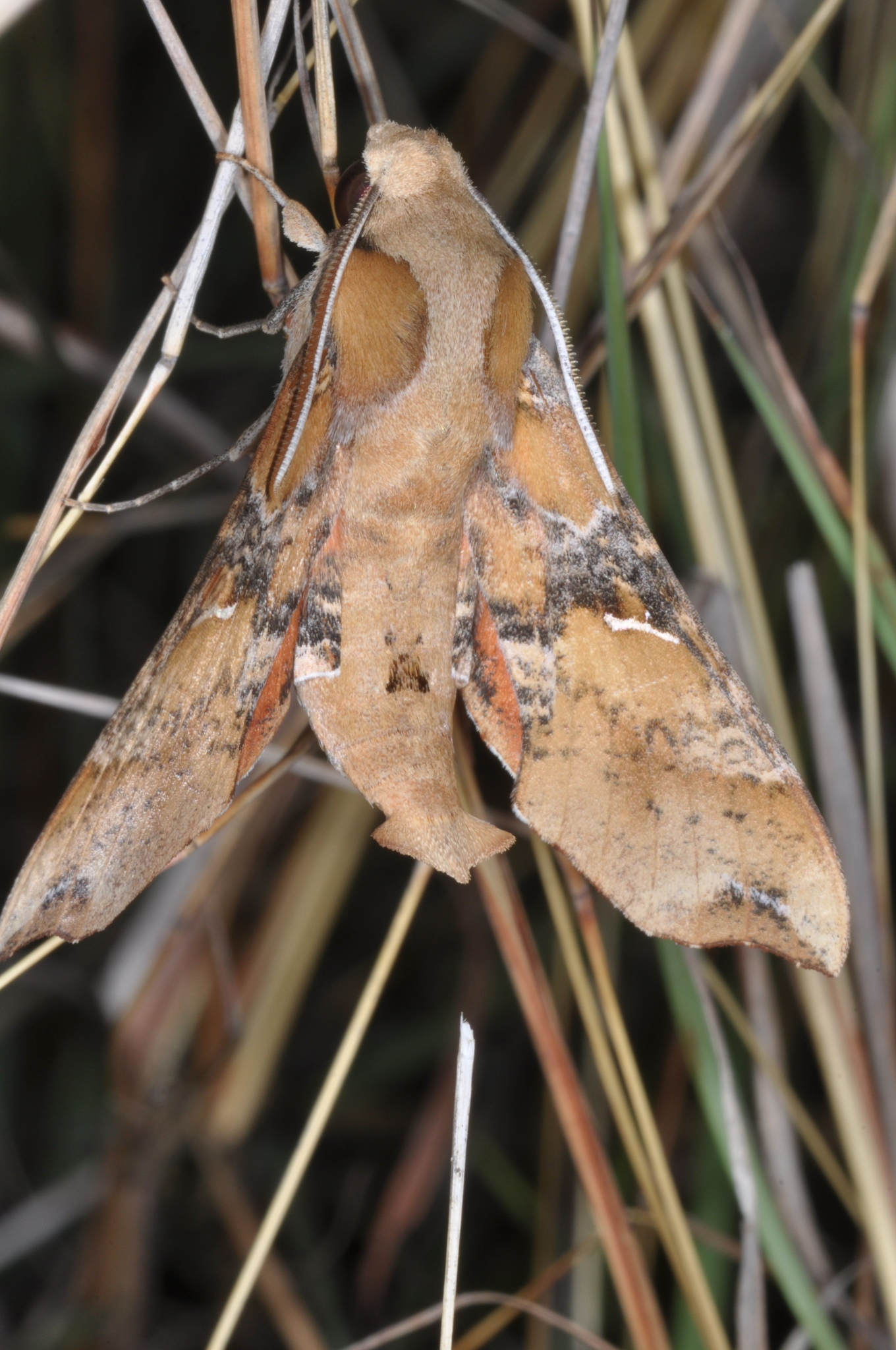
Indivíduo avistado em Punilha, em Córdova, na Argentina

Callionima grisescens ocorre na Argentina (províncias de Catamarca, Córdova, Chaco, Jujui, Rioja, Missões, Salta, São Luís, Santiago del Estero e Tucumã), Paraguai, Bolívia (Santa Cruz e La Paz) e Uruguai. No Brasil, há registros em Mato Grosso do Sul (Bodoquena, Miranda, Porto Murtinho, Rio Verde de Mato Grosso e Chapadão do Sul), Rio de Janeiro, São Paulo, Paraná, Ceará, Rio Grande do Norte, Maranhão (Balsas, Feira Nova do Maranhão, São Bernardo e Imperatriz), Piauí, Paraíba, Goiás (Alto Paraíso de Goiás, Cavalcante, Pirenópolis e Vianópolis), Minas Gerais (Paraopeba, Rio Pardo de Minas, Uberlândia e Unaí), Tocantins (Palmas), Bahia (Jaborandi e Angical) Distrito Federal (Brasília), Mato Grosso (Diamantino), Alagoas, Pernambuco e Santa Catarina, nos biomas da Mata Atlântica, Cerrado e Caatinga. Em termos hidrográficos, é encontrada nas sub-bacia do Iguaçu, do Itapecuru-Paraguaçu, do Jequitinhonha, do litoral de Alagoas, Pernambuco, Paraíba, Ceará e Rio de Janeiro, no Paraguai 01, no Paranaíba, no Paraíba, no Paraíba do Sul, no Alto Parnaíba, no Piranhas, no Médio São Francisco e no Alto Tocantins.

## Ecologia
Adultos de Callionima grisescens provavelmente apresentam múltiplas gerações ao longo do ano. Na Bolívia, indivíduos foram capturados entre maio e dezembro. Na Argentina, Nigel Venters registrou a espécie nas províncias de Córdova durante novembro e dezembro, e em Jujui em novembro, enquanto Ezequiel Bustos confirmou sua ocorrência em Santiago del Estero também em novembro. Carlos Marzano, por sua vez, relatou a presença da espécie em São Luís no mês de fevereiro, sugerindo que os adultos podem voar em outros períodos além dos mencionados. A emergência dos adultos ocorre a partir de pupas formadas em casulos frágeis entre a serapilheira. Durante o período reprodutivo, as fêmeas atraem os machos liberando um feromônio por uma glândula localizada na extremidade do abdome. Ambos os sexos visitam flores em busca de néctar. As plantas hospedeiras das lagartas pertencem à família das apocináceas, como do gênero Aspidosperma. As fontes de néctar utilizadas pelos adultos incluem Tillandsia xiphioides (bromeliáceas), Trichocereus candicans (cactáceas), Lonicera japonica (caprifoliáceas), Erythrostemon gilliesii (fabáceas), Lepechinia floribunda (lamiáceas), Heterophyllaea pustulata (rubiáceas), Cestrum parqui (solanáceas) e Glandularia platensis (verbenáceas).

## Conservação
Em 2018, Callionima grisescens foi classificada como pouco preocupante (LC) no Livro Vermelho da Fauna Brasileira Ameaçada de Extinção do Instituto Chico Mendes de Conservação da Biodiversidade (ICMBio). As principais ameaças à espécie incluem culturas anuais, silvicultura e pecuária nos biomas Caatinga, Cerrado e Pantanal; expansão urbana e poluição luminosa na Mata Atlântica; além de queimadas não planejadas e não autorizadas nas áreas de ocorrência. Contudo, tais ameaças ainda não são consideradas suficientes para colocar a espécie em risco de extinção num futuro próximo. Em sua área de distribuição, ocorre em algumas áreas de conservação: a Área de Proteção Ambiental da Chapada do Araripe (APA Chapada do Araripe), a Área de Proteção Ambiental de Petrópolis (APA Petrópolis), a Área de Proteção Ambiental do Planalto Central (APA Planalto Central), a Área de Proteção Ambiental da Serra da Ibiapaba (APA Serra da Ibiapaba), a Estação Ecológica do Seridó (ESEC Seridó), o Parque Nacional da Chapada Diamantina (PARNA Chapada Diamantina), o Parque Nacional da Chapada dos Veadeiros (PARNA Chapada dos Veadeiros), o Parque Nacional da Serra dos Órgãos (PARNA Serra dos Órgãos), o Parque Nacional de Sete Cidades (PARNA Sete Cidades), o Parque Nacional de Ubajara (PARNA Ubajara), a Reserva de Desenvolvimento Sustentável Nascentes Geraizeiras (RDS Nascentes Geraizeiras), a Reserva Biológica Guaribas (Rebio Guaribas), a Área de Proteção Ambiental Bonfim-Guaraíra (APA Bonfim-Guaraíra), a Área de Proteção Ambiental de Murici (APA Murici), a Área de Proteção Ambiental de Pouso Alto (APA Pouso Alto), a Estação Ecológica de Águas Emendadas (ESEC Águas Emendadas), o Parque Estadual dos Pireneus (PE Pireneus), a Reserva Particular do Patrimônio Natural Fazenda Suspiro (RPPN Fazenda Suspiro), a Reserva Particular do Patrimônio Natural Frei Caneca (RPPN Frei Caneca) e a Reserva Particular do Patrimônio Natural Reserva Ecológica do Panga (RPPN Panga).